# Rivalité entre le CR Belouizdad et la JS Kabylie
 (juin 2013).
Si vous disposez d'ouvrages ou d'articles de référence ou si vous connaissez des sites web de qualité traitant du thème abordé ici, merci de compléter l'article en donnant les références utiles à sa vérifiabilité et en les liant à la section « Notes et références ».
Cet article traite des confrontations qui existent entre les deux clubs du Championnat d'Algérie de football qui sont la Jeunesse sportive de Kabylie et le Chabab Riadhi de Belouizdad.

## Comparaisons des titres
| Équipe        | Championnat | Coupe | Coupe de la Ligue | Supercoupe | Compétitions africaines | Compétitions maghrébines | Compétitions arabes | TOTAL |
| ------------- | ----------- | ----- | ----------------- | ---------- | ----------------------- | ------------------------ | ------------------- | ----- |
| JS Kabylie    | 14          | 5     | 1                 | 1          | 7                       | 0                        | 0                   | 28    |
| CR Belouizdad | 10          | 9     | 1                 | 2          | 0                       | 3                        | 0                   | 25    |

## Liste des rencontres

### Championnat
| Saison    | Match                               | Stade                               | Score                               | Buteurs de la JSK                          | Buteurs du CRB                                                            |
| --------- | ----------------------------------- | ----------------------------------- | ----------------------------------- | ------------------------------------------ | ------------------------------------------------------------------------- |
| 1962-1963 | Groupes différents                  | Groupes différents                  | Groupes différents                  | Groupes différents                         | Groupes différents                                                        |
| 1963-1964 | JS Kabylie-CR Belcourt              | Oukil Ramdane                       | 0 - 3                               |                                            | Arab 44e, Lalmas 65e 76e                                                  |
| 1963-1964 | CR Belcourt-JS Kabylie              | 20 août 1955                        | 1 - 1                               | Khelfi 17e                                 | Zerar 88e                                                                 |
| 1964-1969 | Divisions différentes: La JSK en D2 | Divisions différentes: La JSK en D2 | Divisions différentes: La JSK en D2 | Divisions différentes: La JSK en D2        | Divisions différentes: La JSK en D2                                       |
| 1969-1970 | JS Kabylie - CR Belcourt            | Oukil Ramdane                       | 0 - 2                               |                                            | Messahel 30e, Achour 73e                                                  |
| 1969-1970 | CR Belcourt - JS Kabylie            | 20 août 1955                        | 1 - 0                               |                                            | Achour                                                                    |
| 1970-1971 | CR Belcourt - JS Kabylie            | 20 août 1955                        | 1 - 1                               | Kouffi 63e                                 | Lalmas 87e (pen.)                                                         |
| 1970-1971 | JS Kabylie - CR Belcourt            | Oukil Ramdane                       | 2 - 1                               | Kouffi , Djebbar 87e                       | Madani                                                                    |
| 1971-1972 | CR Belcourt - JS Kabylie            | 20 août 1955                        | 2 - 1                               | Kouffi                                     | Lalmas                                                                    |
| 1971-1972 | JS Kabylie - CR Belcourt            | Oukil Ramdane                       | 2 - 1                               | Khalef 5e, Kouffi 27e                      | Amar 14e                                                                  |
| 1972-1973 | CR Belcourt - JS Kabylie            | 20 août 1955                        | 0 - 0                               |                                            |                                                                           |
| 1972-1973 | 10) JS Kabylie - CR Belcourt        | Oukil Ramdane                       | 3 - 1                               | Derridj 47e, Djebbar 57e, Kouffi 65e       | Hemai 85e                                                                 |
| 1973-1974 | JS Kabylie - CR Belcourt            | Oukil Ramdane                       | 1 - 0                               | Kouffi                                     |                                                                           |
| 1973-1974 | CR Belcourt - JS Kabylie            | 20 août 1955                        | 3 - 0                               |                                            | Benmiloudi 49e, Selmi 78e, Madani 89e                                     |
| 1974-1975 | CR Belcourt - JS Kabylie            | 20 août 1955                        | 1 - 0                               |                                            | Selmi                                                                     |
| 1974-1975 | JS Kabylie - CR Belcourt            | Oukil Ramdane                       | 1 - 1                               | Derridj                                    | Madani                                                                    |
| 1975-1976 | CR Belcourt - JS Kabylie            | 20 août 1955                        | 0 - 0                               |                                            |                                                                           |
| 1975-1976 | JS Kabylie - CR Belcourt            | Oukil Ramdane                       | 1 - 0                               | Baïleche                                   |                                                                           |
| 1976-1977 | CR Belcourt - JS Kabylie            | 20 août 1955                        | 0 - 1                               | /                                          | Baïleche 61e                                                              |
| 1976-1977 | JS Kabylie - CR Belcourt            | Oukil Ramdane                       | 3 - 2                               | Aouis 27e, Makri 52e, Baïleche 77e         | Kouici 42e, Tlemçani 68e                                                  |
| 1977-1978 | CM Belcourt - JE Tizi-Ouzou         | 20 août 1955                        | 2 - 2                               | But inscrit · But inscrit                  | But inscrit · But inscrit                                                 |
| 1977-1978 | 20) JE Tizi-Ouzou - CM Belcourt     | 1er novembre 1954                   | 2 - 1                               | But inscrit · But inscrit                  | But inscrit                                                               |
| 1978-1979 | JE Tizi-Ouzou - CM Belcourt         | 1er novembre 1954                   | 1 - 0                               | Douadi                                     |                                                                           |
| 1978-1979 | CM Belcourt - JE Tizi-Ouzou         | 20 août 1955                        | 1 - 1                               | But inscrit                                | But inscrit                                                               |
| 1979-1980 | CM Belcourt - JE Tizi-Ouzou         | 5 juillet 1962                      | 0 - 2                               | Makri                                      |                                                                           |
| 1979-1980 | JE Tizi-Ouzou - CM Belcourt         | 1er novembre 1954                   | 0 - 0                               |                                            |                                                                           |
| 1980-1981 | JE Tizi-Ouzou - CM Belcourt         | 1er novembre 1954                   | 3 - 0                               | But inscrit · But inscrit · But inscrit    |                                                                           |
| 1980-1981 | CM Belcourt - JE Tizi-Ouzou         | 20 août 1955                        | 0 - 1                               | Larbes 77e (pen.)                          |                                                                           |
| 1981-1982 | JE Tizi-Ouzou - CM Belcourt         | 1er novembre 1954                   | 1 - 1                               | Bouiche                                    | Abour                                                                     |
| 1981-1982 | CM Belcourt - JE Tizi-Ouzou         | 20 août 1955                        | 1 - 1                               | Bahbouh                                    | But inscrit                                                               |
| 1982-1983 | JE Tizi-Ouzou - CM Belcourt         | 1er novembre 1954                   | 0 - 0                               |                                            |                                                                           |
| 1982-1983 | 30) CM Belcourt - JE Tizi-Ouzou     | 5 juillet 1962                      | 2 - 3                               | Abdesslam 47e, Bahbouh 70e, Menad 80e      | Yahi 13e, Abour 42e                                                       |
| 1983-1984 | JE Tizi-Ouzou - CM Belcourt         | 1er novembre 1954                   | 1 - 1                               | But inscrit                                | But inscrit                                                               |
| 1983-1984 | CM Belcourt - JE Tizi-Ouzou         | 20 août 1955                        | 2 - 1                               | But inscrit                                | But inscrit · But inscrit                                                 |
| 1984-1985 | JE Tizi-Ouzou - CM Belcourt         | 1er novembre 1954                   | 1 - 0                               | Bouiche                                    |                                                                           |
| 1984-1985 | CM Belcourt - JE Tizi-Ouzou         | 20 août 1955                        | 1 - 0                               |                                            | But inscrit                                                               |
| 1985-1986 | JE Tizi-Ouzou - CM Belcourt         | 1er novembre 1954                   | 2 - 1                               | Adghidh 70e, Bouiche 85e                   | Chafa 84e                                                                 |
| 1985-1986 | CM Belcourt - JE Tizi-Ouzou         | 20 août 1955                        | 1 - 1                               | Bouiche 84e                                | Bendjabbalah 72e                                                          |
| 1986-1987 | CM Belcourt - JE Tizi-Ouzou         | 20 août 1955                        | 1 - 0                               |                                            | Kabrane 3e                                                                |
| 1986-1987 | JE Tizi-Ouzou - CM Belcourt         | 1er novembre 1954                   | 0 - 1                               |                                            | Demdoum                                                                   |
| 1987-1988 | JE Tizi-Ouzou - CM Belcourt         | 1er novembre 1954                   | 1 - 0                               | Meftah 40e                                 |                                                                           |
| 1987-1988 | 40) CM Belcourt - JE Tizi-Ouzou     | 20 août 1955                        | 1 - 0                               |                                            | Amani 79e (pen.)                                                          |
| 1988-1989 | Divisions différentes: Le CRB en D2 | Divisions différentes: Le CRB en D2 | Divisions différentes: Le CRB en D2 | Divisions différentes: Le CRB en D2        | Divisions différentes: Le CRB en D2                                       |
| 1989-1990 | JS Kabylie - CR Belcourt            | 1er novembre 1954                   | 2 - 1                               | Aït Taher 24e, Ladjadj 63e                 | Neggazi 25e                                                               |
| 1989-1990 | CR Belcourt - JS Kabylie            | 20 août 1955                        | 0 - 0                               |                                            |                                                                           |
| 1990-1991 | CR Belcourt - JS Kabylie            | 20 août 1955                        | 1 - 0                               | /                                          | Boudjelti (GB) 73e (pen.)                                                 |
| 1990-1991 | JS Kabylie - CR Belcourt            | 1er novembre 1954                   | 3 - 2                               | Medane , Djahnit                           | But inscrit · But inscrit                                                 |
| 1991-1992 | JS Kabylie - CR Belcourt            | 1er novembre 1954                   | 0 - 1                               | /                                          | Zidane 77e (pen.)                                                         |
| 1991-1992 | CR Belcourt - JS Kabylie            | 20 août 1955                        | 1 - 0                               | /                                          | Dahmani 69e                                                               |
| 1992-1993 | JS Kabylie - CR Belouizdad          | 1er novembre 1954                   | 1 - 0                               | Hadj Adlene                                | /                                                                         |
| 1992-1993 | CR Belouizdad - JS Kabylie          | 20 août 1955                        | 2 - 0                               | /                                          | Bakhti 78e, Neggazi 84e                                                   |
| 1993-1994 | JS Kabylie - CR Belouizdad          | 1er novembre 1954                   | 2 - 1                               | Adane 9e, Hadj Adlene 47e                  | Neggazi 56e                                                               |
| 1993-1994 | 50) CR Belouizdad - JS Kabylie      | 20 août 1955                        | 0 - 0                               | /                                          | /                                                                         |
| 1994-1995 | JS Kabylie - CR Belouizdad          | 1er novembre 1954                   | 2 - 0                               | Moussouni 52e, Hadj Adlene 62e             | /                                                                         |
| 1994-1995 | CR Belouizdad - JS Kabylie          | 20 août 1955                        | 2 - 0                               | /                                          | Dob , Meliani                                                             |
| 1995-1996 | JS Kabylie - CR Belouizdad          | 1er novembre 1954                   | 3 - 0                               | S. Boutaleb 7e 35e, Doudene 41e            | /                                                                         |
| 1995-1996 | CR Belouizdad - JS Kabylie          | 20 août 1955                        | 2 - 1                               | Meftah 22e                                 | Ali Moussa 8e, M. Slatni 89e                                              |
| 1996-1997 | JS Kabylie - CR Belouizdad          | 1er novembre 1954                   | 2 - 1                               | Boubrit 3e, Benhamlat 87e (pen.)           | Mohamed Saad 35e                                                          |
| 1996-1997 | CR Belouizdad - JS Kabylie          | 20 août 1955                        | 2 - 0                               | /                                          | Bounekdja 13e, Meliani 36e                                                |
| 1997-1999 | Groupes différents                  | Groupes différents                  | Groupes différents                  | Groupes différents                         | Groupes différents                                                        |
| 1999-2000 | JS Kabylie - CR Belouizdad          | 1er novembre 1954                   | 1 - 1                               | Benkaci 78e                                | Galoul 6e                                                                 |
| 1999-2000 | CR Belouizdad - JS Kabylie          | 20 août 1955                        | 2 - 0                               | /                                          | Ali Moussa 35e, Boutaleb 88e                                              |
| 2000-2001 | JS Kabylie - CR Belouizdad          | 1er novembre 1954                   | 4 - 0                               | Moussouni 32e, M. Dob 43e 55e , Abaci 86e, | /                                                                         |
| 2000-2001 | 60) CR Belouizdad - JS Kabylie      | 20 août 1955                        | 1 - 0                               | /                                          | Ali Moussa 4e                                                             |
| 2001-2002 | JS Kabylie - CR Belouizdad          | 1er novembre 1954                   | 3 - 0Forfait                        | Forfait du CRB                             | Forfait du CRB                                                            |
| 2001-2002 | CR Belouizdad - JS Kabylie          | 20 août 1955                        | 2 - 1                               | Bahloul 85e                                | Boudjakdji 35e, Badji 47e                                                 |
| 2002-2003 | CR Belouizdad - JS Kabylie          | 20 août 1955                        | 1 - 0                               | /                                          | Boudjakdji 45e                                                            |
| 2002-2003 | JS Kabylie - CR Belouizdad          | Stade de Bordj Ménaïl               | 0 - 1                               | /                                          | Boudjakdji 78e                                                            |
| 2003-2004 | JS Kabylie - CR Belouizdad          | 1er novembre 1954                   | 3 - 2                               | Zafour 5e, Douicher 68e, Saïb 73e          | Badji 71e 90e                                                             |
| 2003-2004 | CR Belouizdad - JS Kabylie          | 20 août 1955                        | 0 - 1                               | Edzanga 2e                                 | /                                                                         |
| 2004-2005 | CR Belouizdad - JS Kabylie          | 20 août 1955                        | 0 - 1                               | Berguiga 40e                               | /                                                                         |
| 2004-2005 | JS Kabylie - CR Belouizdad          | 1er novembre 1954                   | 3 - 0                               | Daoud 5e, Berguiga 73e 85e                 | /                                                                         |
| 2005-2006 | JS Kabylie - CR Belouizdad          | 1er novembre 1954                   | 1 - 2                               | Berguiga 45e                               | Harkas 50e, Amroune 55e                                                   |
| 2005-2006 | 70) CR Belouizdad - JS Kabylie      | 20 août 1955                        | 1 - 0                               | /                                          | Amroune 25e                                                               |
| 2006-2007 | CR Belouizdad - JS Kabylie          | 20 août 1955                        | 3 - 2                               | Athmani 15e, Dabou 73e (pen.)              | Aoudia 2e, Aït Ouamer 4e 33e                                              |
| 2006-2007 | JS Kabylie - CR Belouizdad          | 1er novembre 1954                   | 1 - 0                               | Meftah 20e                                 | /                                                                         |
| 2007-2008 | CR Belouizdad - JS Kabylie          | 20 août 1955                        | 0 - 0                               | /                                          | /                                                                         |
| 2007-2008 | JS Kabylie - CR Belouizdad          | 1er novembre 1954                   | 1 - 0                               | Hemani 12e                                 | /                                                                         |
| 2008-2009 | JS Kabylie - CR Belouizdad          | 1er novembre 1954                   | 2 - 1                               | Coulibaly 37e, Meftah 68e (pen.)           | Harizi 76e                                                                |
| 2008-2009 | CR Belouizdad - JS Kabylie          | 20 août 1955                        | 1 - 0                               | /                                          | Berradja 54e                                                              |
| 2009-2010 | JS Kabylie - CR Belouizdad          | 1er novembre 1954                   | 2 - 1                               | Coulibaly 20e, Yahia Chrif 47e (pen.)      | Younes 45e                                                                |
| 2009-2010 | CR Belouizdad - JS Kabylie          | 20 août 1955                        | 1 - 0                               | /                                          | Saïbi 11e                                                                 |
| 2010-2011 | JS Kabylie - CR Belouizdad          | 1er novembre 1954                   | 1 - 1                               | Aoudia 47e                                 | Bourakba 72e                                                              |
| 2010-2011 | 80) CR Belouizdad - JS Kabylie      | 20 août 1955                        | 7 - 1                               | Tedjar 32e (pen.)                          | Abdat 2e, Slimani 20e 24e 48e 69e, · Rebih 37e (pen.), Saïbi 90+1e (pen.) |
| 2011-2012 | CR Belouizdad - JS Kabylie          | 20 août 1955                        | 1 - 0                               | /                                          | Slimani 90e                                                               |
| 2011-2012 | JS Kabylie - CR Belouizdad          | 1er novembre 1954                   | 0 - 1                               | /                                          | Slimani 69e                                                               |
| 2012-2013 | JS Kabylie - CR Belouizdad          | 1er novembre 1954                   | 0 - 1                               | /                                          | Sodje 90+4e                                                               |
| 2012-2013 | CR Belouizdad - JS Kabylie          | 20 août 1955                        | 1 - 1                               | Mokdad 38e                                 | Benaldjia 18e                                                             |
| 2013-2014 | CR Belouizdad - JS Kabylie          | 20 août 1955                        | 1 - 0                               | /                                          | Hanifi 22e                                                                |
| 2013-2014 | JS Kabylie - CR Belouizdad          | 1er novembre 1954                   | 3 - 1                               | Ebossé 13e, Belameri 39e 56e               | Dahmane 54e                                                               |
| 2014-2015 | CR Belouizdad - JS Kabylie          | 20 août 1955                        | 2 - 1                               | Rial 78e                                   | Bougueroua 28e, 39e                                                       |
| 2014-2015 | JS Kabylie - CR Belouizdad          | 1er novembre 1954                   | 0 - 1                               | /                                          | Khellili 44e                                                              |
| 2015-2016 | CR Belouizdad - JS Kabylie          | 20 août 1955                        | 1 - 1                               | Diawara 14e                                | Bencherifa 90e                                                            |
| 2015-2016 | 90) JS Kabylie - CR Belouizdad      | 1er novembre 1954                   | 1 - 0                               | Diawara 18e                                | /                                                                         |
| 2016-2017 | JS Kabylie - CR Belouizdad          | 1er novembre 1954                   | 1 - 0                               | Boulaouidat 43e                            | /                                                                         |
| 2016-2017 | CR Belouizdad - JS Kabylie          | 20 août 1955                        | 1 - 1                               | Benaldjia 7e                               | A. Belaili 77e                                                            |
| 2017-2018 | JS Kabylie - CR Belouizdad          | 1er novembre 1954                   | 2 - 2                               | Yettou 4e, Benaldjia 46e                   | Belaili 22e, Lakroum 38e                                                  |
| 2017-2018 | CR Belouizdad - JS Kabylie          | 20 août 1955                        | 1 - 1                               | Yettou 75e                                 | Bourenane 54e (pen.)                                                      |
| 2018-2019 | 95) JS Kabylie - CR Belouizdad      | 1er novembre 1954                   | 2 - 0                               | Benaldjia 45+3e (pen.), Uche Nwofor 78e    |                                                                           |
| 2018-2019 | CR Belouizdad - JS Kabylie          | 20 août 1955                        | 2 - 1                               | Nessakh 3e (csc)                           | Nessakh 45+3e, Djerrar 80e                                                |
| 2019-2020 | 97) JS Kabylie - CR Belouizdad      | 1er novembre 1954                   | 0 - 3                               |                                            | Djerrar 10e, Belahouel 74e 78e                                            |
| 2019-2020 | CR Belouizdad - JS Kabylie          | 20 août 1955                        | 3 - 1                               | Hamroune 71e (pen.)                        | Belahouel 11e (pen.), Bouchar 42e, Souibaâh 45+2e                         |
| 2020-2021 | JS Kabylie - CR Belouizdad          | 1er-Novembre-1954                   | 0 - 3                               |                                            | Belahouel 25e, Sayoud 30e, Tabti 69e                                      |
| 2020-2021 | 100) CR Belouizdad - JS Kabylie     | 20-Août-1955                        | 2 - 1                               | Boualia 36e                                | Nessakh 28e, Sayoud 44e                                                   |
| 2021-2022 | 101) CR Belouizdad - JS Kabylie     | 20-Août-1955                        | 0 - 1                               | Massinissa Nezla 55e                       |                                                                           |

### Coupe d'Algérie
| Édition   | Tour                | Match                      | Stade              | Score   | Buteurs du CRB                          | Buteurs de la JSK                              |
| --------- | ------------------- | -------------------------- | ------------------ | ------- | --------------------------------------- | ---------------------------------------------- |
| 1964-1965 | 6e tour             | CR Belcourt - JS Kabylie   | Stade de Bologhine | 4 - 1   | Lalmas 23e, Achour 24e 58e, Chenane 39e | Karamani 12e                                   |
| 1967-1968 | 16e de finale       | CR Belcourt - JS Kabylie   | Stade des Issers   | 3 - 0   | Bacha , Khalem , Selmi                  | /                                              |
| 1976-1977 | Demi-finale, aller  | CR Belcourt - JS Kabylie   | 5 juillet 1962     | 1 - 1   | Tlemçani 60e (pen.)                     | Larbes 40e                                     |
| 1976-1977 | Demi-finale, retour | JS Kabylie - CR Belcourt   | 5 juillet 1962     | 2 - 1   | Kouici 90e                              | Douadi 10e, Baïleche 53e                       |
| 2000-2001 | 32e de finale       | CR Belouizdad - JS Kabylie | 20 août 1955       | 3 - 1   | Nazef 3e (csc), Badji 31e, Bouicha 84e  | Belkaïd 33e (pen.)                             |
| 2001-2002 | 8e de finale        | CR Belouizdad - JS Kabylie | 20 août 1955       | 2 - 3   | Mezouar 17e, Settara 44e                | Bendehmane 8e, Belkaïd 16e, Berguiga 84e       |
| 2002-2003 | Quart de finale     | CR Belouizdad - JS Kabylie | Stade de Rouiba    | 2 - 1   | Mezouar , Talis                         | Berguiga                                       |
| 2004-2005 | 32e de finale       | CR Belouizdad - JS Kabylie | 5 juillet 1962     | 1 - 0ap | Bouferma 119e                           | /                                              |
| 2009-2010 | 8e de finale        | CR Belouizdad - JS Kabylie | 20 août 1955       | 0 - 1   | /                                       | Aoudia 30e                                     |
| 2010-2011 | Quart de finale     | JS Kabylie - CR Belouizdad | 1er novembre 1954  | 4 - 2   | Saïbi 41e, Slimani 86e                  | Hemitti 14e 43e, Tedjar 55e (pen.), Younes 77e |

### Autres compétitions
| Compétition          | Édition   | Match                      | Stade             | Score | Buteurs du CRB | Buteurs de la JSK              |
| -------------------- | --------- | -------------------------- | ----------------- | ----- | -------------- | ------------------------------ |
| Supercoupe d'Algérie | 1995      | CR Belouizdad - JS Kabylie | 5 juillet 1962    | 1 - 0 | Mounir Dob 18e | /                              |
| Coupe de la Ligue    | 1995-1996 | JS Kabylie - CR Belouizdad | 1er novembre 1954 | 2 - 1 | Chakir 7e      | Doudène 22e, Hakim Boubrit 88e |
| Coupe de la Ligue    | 1995-1996 | CR Belouizdad - JS Kabylie | 1er novembre 1954 | 2 - 1 | ? , ?          | Hadj Adlane                    |
| Coupe de la Ligue    | 1999-2000 | JS Kabylie - CR Belouizdad | 1er novembre 1954 | 1 - 1 | But inscrit    | Hocine Gasmi                   |

## Bilan

### Statistiques des confrontations
Le match de championnat saison 2001-2002, gagné par la JSK 3-0 par forfait, est comptabilisé (1 victoire et 3 buts pour la JSK).
| Catégories            | MJ  | V JSK | N  | V CRB | B JSK | B CRB |
| --------------------- | --- | ----- | -- | ----- | ----- | ----- |
| Championnat d'Algérie | 101 | 40    | 23 | 40    | 103   | 108   |
| Coupe d'Algérie       | 10  | 4     | 1  | 5     | 14    | 19    |
| Coupe de la Ligue     | 3   | 1     | 1  | 1     | 4     | 4     |
| Supercoupe d'Algérie  | 1   | 0     | 0  | 1     | 0     | 1     |
| TOTAL                 | 115 | 45    | 25 | 47    | 121   | 132   |

Dernière mise à jour après le match aller du championnat 2021-2022

### Liste des stades
| Stade                             | Matchs | Victoires JSK | Nuls | Victoires CRB | Large victoire |
| --------------------------------- | ------ | ------------- | ---- | ------------- | -------------- |
| Stade 20-Août-1955, Alger         | 50     | 6             | 15   | 30            | 1 - 7          |
| Stade du 1er novembre, Tizi-Ouzou | 42     | 26            | 8    | 8             | 4 - 0          |
| Stade Oukil Ramdane               | 9      | 6             | 1    | 2             | 0 - 3          |
| Stade du 5-Juillet-1962, Alger    | 6      | 3             | 1    | 2             | 2 - 0          |
| Autres stades                     | 4      | 0             | 0    | 4             | 1 - 4          |

Les autres stades sont:
Stade Bologhine Alger, stade Rouiba Alger, stade Bordj Menaïl.

### Buteurs du match
| # | Joueur         | Club          | Buts |
| - | -------------- | ------------- | ---- |
| 1 | Hassen Lalmas  | CR Belouizdad | 9    |
| 2 | Islam Slimani  | CR Belouizdad | 7    |
| 3 | Arezki Kouffi  | JS Kabylie    | 6    |
| 3 | Hamid Berguiga | JS Kabylie    | 6    |

### Statistiques et records
- Le premier match officiel entre les deux équipes en championnat date du 27/10/1963 au Stade Oukil-Ramdane  (Tizi Ouzou) .
- Le premier match officiel entre les deux équipes en Coupe d'Algérie date du 22/11/1964 en 6e tour de la ligue du centre au Stade de Saint-Eugène.
- Le premier but dans l'histoire du derby kabylo-algérois en championnat a été marqué par le joueur du CRB Ahmed Arab à la 44e minute de la rencontre le 27/10/1963.
- La plus large victoire du JSK, 4-0 lors la saison 2000/2001
- La plus large victoire du CRB, 7-1 lors la saison 2010/2011
- La plus longue série sans défaite de la JSK est 18 matchs entre 1974 et 1983
- La plus longue série sans défaite du CRB est 8 matchs entre 2009 et 2013
- La plus longue série de victoires consécutives est de 5 victoires pour le CRB (du 2019 au 2021)
- La JSK a remporté le match en aller-retour 4 fois, lors des saisons 1976/1977, 1980/1981 2003/2004 et 2004/2005.
- Le CRB a remporté le match en aller-retour 7 fois, lors des saisons 1969/1970, 1986/1987, 1991/1992, 2002/2003, 2005/2006, 2011/2012 et 2014/2015.